# 邛崃石窟
邛崃石窟，为分布在四川省成都市邛崃市的几处摩崖造像的总称，其中磐陀寺造像、石笋山造像和花置寺造像等三处建造于唐代至宋代年间的摩崖造像于2006年5月25日列為第六批全國重點文物保護單位。

## 石笋山摩崖造像
石笋山摩崖造像，位于邛崃市大同乡景沟村，始建于唐大历二年（767年）。现存的摩崖造像分布在长130~140米的岩壁上，高30~50米，共有33龛窟739尊，内容包括一佛二菩萨、一佛二弟子二菩萨、二弟子、二力士、净土变、观音经变等。

## 花置寺摩崖造像
花置寺摩崖造像，位于邛崃市临邛镇柏树村竹溪湖风景区花石山下，俗称大岩山或千佛岩。始创于唐贞元14年（798年），现存造像10龛窟，包括千佛壁在内的佛像2019尊，以及记事碑一通。内容包括无量寿佛、西方净土变、千手千眼观音等。最大的无量寿佛高4.7米。

## 磐陀寺摩崖造像
磐陀寺摩崖造像，位于邛崃市临邛镇磐陀村。磐陀寺最初名开元寺，重建于明洪武二十五年（1392年），因寺前有大石如磐，开元寺改名为磐陀寺。1985年7月，成都市人民政府公布为市级文物保护单位。
磐陀寺摩崖造像位于磐陀寺后岩壁上，始建于唐元和十五年（820年）。有造像4龛窟1099尊，内容有西方三圣、千佛龛、西方净土变、密宗造像等。